# Bitwa pod Wohlenschwil

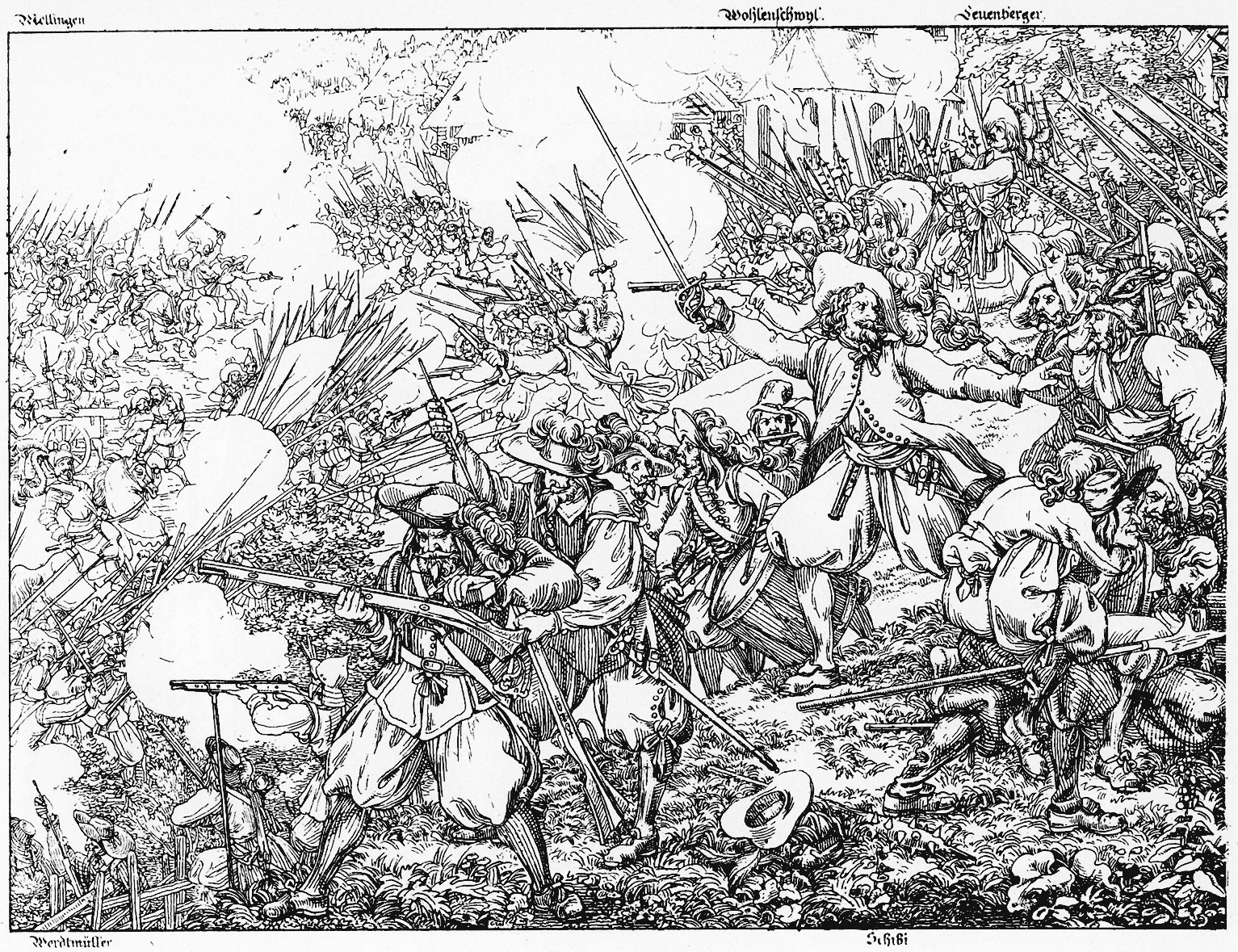
Bitwa pod Wohlenschwil, Martin Disteli

Bitwa pod Wohlenschwil – starcie zbrojne, które miało miejsce 3 czerwca 1653 w trakcie powstania chłopskiego w Szwajcarii.
Dnia 21 maja powstańcy dowodzeni przez Niklausa Leuenbergera zwanego królem chłopskim dotarli pod Berno z zamiarem zdobycia miasta. W tym samym czasie zbierały się wojska kantonów zarówno katolickich, jak i protestanckich przeznaczone do stłumienia powstania.
Słabo uzbrojona armia chłopska pod dowództwem Niklausa Leuenbergera i Christiana Schibiego liczyła ok. 20 000 ludzi. Przeciwko powstańcom nadciągnęły siły 9000 żołnierzy zuryskich pod wodzą Konrada Werdmüllera. 3 czerwca 1653 w pobliżu wsi Wohlenschwil i Büblikon doszło do bitwy pomiędzy obiema stronami. W wyniku starcia obie miejscowości spłonęły doszczętnie, a powstańcy zostali pokonani. Dzień później Niklaus Leuneberger zawarł ostateczny układ (układ z Mellinger).
Ludność wiejska została obłożona wysokimi kontrybucjami. Wojna chłopska w Starej Konfederacji Szwajcarskiej zakończyła się klęską powstańców.